# Ultrà (film)
Ultrà è un film del 1991 diretto da Ricky Tognazzi.

## Trama

La scena del cameo di Massimo Ferrero assieme a Ricky Memphis

Luca detto "Principe" è un giovane tifoso della Roma, leader riconosciuto di un gruppo denominato Brigata Veleno, composto da giovani della periferia romana, inclini ad un tifo estremo e violento. Appena uscito dal carcere, dopo due anni di detenzione per una rapina presso un'auto-officina, il ragazzo riprende i contatti con i suoi compagni di tifo e con la sua ex fidanzata Cinzia che, tuttavia, da circa un anno ha iniziato a frequentare Red, grande amico di Principe ed altra figura di spicco della Brigata.
La situazione è doppiamente tesa: se da un lato i due giovani innamorati non sanno come regolarsi con Principe, temendo la reazione del giovane alla notizia del legame tra quella che, prima della carcerazione, era la sua donna, e uno dei suoi migliori amici, contemporaneamente incombe la sentita trasferta di Torino contro la Juventus, cui tutti i componenti della Brigata non vedono l'ora di partecipare e nella quale verrà portato anche il giovanissimo Fabietto, fratello undicenne di Cinzia.
La notte precedente alla domenica della partita la Brigata Veleno parte per Torino, accaparrandosi un vagone su uno dei comuni treni-passeggeri, dato che il treno speciale predisposto dalle Ferrovie dello Stato per la tifoseria giallorossa è già al completo, occupato dal Commando Ultrà. Il treno parte alla volta del capoluogo piemontese con a bordo tutti i componenti della Brigata Veleno, tra i quali spiccano Ciàfretta, amico di Red e subito incaricato/costretto a prendersi cura del piccolo Fabietto, il violento Teschio, Morfino (emaciato ragazzetto dedito all'uso di stupefacenti), il giovane di colore Nerone, il bonario Smilzo e Mandrake, obbligato a trascorrere l'intero tragitto in cima al piano bagagli, per carenza di posti a sedere.
Il viaggio scorre tra alcool, droghe, sigarette, scherzi e volgarità di vario tipo, piccole baruffe e ricordi legati alle precedenti trasferte ed ai conseguenti scontri con le tifoserie avversarie, che costituiscono il momento più atteso per alcuni dei ragazzi del gruppo, tra cui lo stesso Principe e il Teschio, suo più fidato seguace; i due sono anche gli unici, nel gruppetto di tifosi, ad avere con loro delle armi: un taglierino per Teschio, mentre Principe ha il suo fidato coltello, compagno di mille trasferte.
Il convoglio all'alba è costretto ad effettuare una sosta forzata in aperta campagna; mentre gli altri ragazzi ne approfittano per scendere e giocare a pallone, Red confessa a Principe della storia tra lui e Cinzia e della volontà della coppia di trasferirsi a Terni: il giovane capo ultrà ha parole di scherno per l'amico e per l'ex fidanzata, che arriva ad offendere anche in maniera pesante, prima che Red lo colpisca con un pugno al volto.
Il treno riparte e finalmente arriva a Torino, ove il vagone dei ragazzi è immediatamente bersagliato da una sassaiola, probabilmente proveniente da un piccolo gruppo di tifosi juventini, che viene successivamente individuato: una volta fermatosi il treno Principe e gli altri, scendendo su un binario non sorvegliato dalla polizia, aggrediscono i bianconeri picchiandoli e Smilzo, che a dispetto del suo atteggiamento apparentemente timido si dimostra un osso duro, riesce anche a sottrarre la sciarpa ad uno di loro.
La Brigata Veleno viene fermata dalla polizia e, dopo che i tifosi bianconeri si sono rifiutati di riconoscere i loro aggressori, viene caricata su un pullman e finalmente raggiunge lo stadio, ove però è accolta da un'altra sassaiola, opera di un gruppo di ultras più numeroso; nonostante la presenza delle Forze dell'Ordine, i due gruppi vengono rapidamente a contatto e si scatena una vera e propria battaglia, anche a colpi di spranghe e pietre: Morfino è tra i primi a cadere e viene poi fermato e portato via dalla polizia, assieme ad altri componenti della Brigata ed a tifosi juventini.
Persino Ciàfretta e il piccolo Fabietto sono coinvolti negli scontri - con il ragazzino che rimedia una brutta botta alla gamba - ma chi sta sul serio per avere la peggio è Principe: viene aggredito da tre tifosi bianconeri e costretto a terra, tempestato di pugni; Smilzo, osservata la scena, si precipita per salvare l'amico e tenta di togliergli di dosso i supporter avversari ma nella concitazione del momento Principe, non accortosi della presenza dell'amico, tira fuori il coltello. Intravista la sciarpa bianconera ancora in possesso di Smilzo e scambiatolo per uno juventino pianta il coltello nello stomaco del povero ragazzo, che vacilla.
Riunito il gruppetto, con Smilzo sempre più agonizzante e sostenuto da Principe, che però nulla ha rivelato circa le sue responsabilità, limitandosi a dire che il compagno è stato pugnalato dai tifosi della Juve, i ragazzi entrano finalmente allo stadio ma, dato l'aggravarsi delle condizioni di Smilzo, sono subito costretti a portarlo in bagno: appena appoggiato al muro, Smilzo muore. Principe e gli altri ragazzi sono intenzionati a vendicare l'amico e iniziano a staccare le tubature dai muri per poi caricare la tifoseria bianconera; tuttavia Red, notata la sciarpetta bianconera ancora in mano a Smilzo e ricordatosi del coltello del Principe, inizia a capire come sono andate le cose e aggredisce verbalmente l'ormai ex amico, invitandolo a confessare la verità; questi sulle prime si schermisce ma poi, accortosi di come anche gli altri inizino a sospettare qualcosa, scaraventa a terra Red e inizia a tempestarlo di calci, a stento trattenuto dagli altri componenti della Brigata.
La verità è ormai chiara a tutti e il Principe non si sforza nemmeno più di negarla; raccolta la spranga, corre fuori dai bagni seguito dal solo Teschio e raggiunge la sommità degli spalti, ove ormai infuria il caos più totale, poiché la notizia dell'accoltellamento si è già sparsa per tutto lo stadio. Gli altri ragazzi, rimasti ai bagni, sono poi costretti alla fuga all'arrivo della polizia: restano solo Ciàfretta con il piccolo Fabietto - ormai in lacrime per aver visto il suo sogno di partecipare ad una trasferta della squadra del cuore trasformarsi nel peggiore degli incubi - e Red, che invita l'amico a portare fuori il bambino e rimane a sorreggere il cadavere del povero Smilzo sino all'arrivo della polizia nei bagni ormai allagati, dove però, alla richiesta degli agenti, non rivela il nome del suo assassino.

## Produzione
- Il film fu girato tra giugno e luglio del 1990, mentre in Italia si stavano svolgendo i mondiali di calcio.
- Nella scena della partenza dalla stazione vi è un cameo di Massimo Ferrero, produttore esecutivo del film ed in seguito divenuto, dal 2014 al 2021, presidente della Sampdoria.

## Distribuzione
Il film venne distribuito nel circuito cinematografico italiano il 1º marzo del 1991.
In televisione è stato trasmesso in prima visione su Rai 2 il 15 ottobre 1992.

## Accoglienza
Il film risultò il 44° incasso al botteghino italiano della stagione cinematografica 1990-1991.

## Conseguenze
La pellicola, inerente a temi quali l'emarginazione e la violenza all'interno dei gruppi organizzati di tifosi calcistici, venne contestata dai veri ultras romanisti dell'epoca, sancendo una frattura tra l'attore Claudio Amendola (che fino ad allora frequentava la Curva Sud dell'Olimpico, il settore più acceso del tifo romanista) e i supporter giallorossi.

## Riconoscimenti
- Festival di Berlino 1991: Orso d'argento per il miglior regista (Ricky Tognazzi)
- 3 David di Donatello 1991: miglior regista, miglior produttore (Claudio Bonivento), miglior fonico di presa diretta, (Remo Ugolinelli)
- 2 European Film Awards 1991: miglior attore non protagonista (Ricky Memphis), miglior montaggio
- 1991: Ciak d'oro miglior sonoro a Remo Ugolinelli[2]